# عنبربو
عنبربو (به لاتین: Anbabu) یک روستا در جمهوری آذربایجان است که در شهرستان آستارا واقع شده‌است. این روستا در کنار رودخانه بشه‌رو و در دامنه‌های رشته‌کوه پشته‌سر جای دارد.

## ریشه واژه
نام این روستا به صورت امبه‌بو هم گفته می‌شود. امبه در زبان تالشی همان عنبر است. همچنین امبو در زبان تالشی به معنی انبار است.ا